# Wohn- und Wirtschaftsgebäude Stütelberg 2
Das Wohn- und Wirtschaftsgebäude Stütelberg 2 in Bassum-Nordwohlde, 8 km nordöstlich vom Kernort Bassum entfernt, stammt aus dem 19. Jahrhundert. Es wird heute auch als Wohn- und Geschäftshaus genutzt.
Das Gebäude ist ein Baudenkmal in Bassum.

## Geschichte
Das giebelständige Zweiständer-Hallenhaus in Fachwerk mit Steinausfachungen, Krüppelwalmdach, Niedersachsengiebel mit Uhlenloch und niedersächsischen Pferdeköpfen sowie Inschrift über der Grooten Door mit Korbbogen wurde 1821 für Johann Hinrich Lahmeyer und seine Frau Margarete gebaut. Bemerkenswert ist ein neben dem Haus stehender Sandsteinbrunnen von 1816, der noch heute Wasser führt.
Seit 1902 ist die Familie Rohlfs Eigentümer. Das Strohdach wurde 1959 durch ein Ziegeldach ersetzt. 1987 wurde das Haus saniert. Zum Anwesen gehört ein Wohnhaus in Fachwerk von 2002.